# Two Worlds (videogioco)
Two Worlds è un videogioco di ruolo d'azione sviluppato dalla casa polacca Reality Pump e pubblicato dalla casa tedesca TopWare Interactive in Europa e dalla SouthPeak Interactive in Nordamerica, per Xbox 360 e Microsoft Windows. Il videogioco è caratterizzato da una ambientazione fantasy open world, e da elementi tipici dei videogiochi hack 'n slash e survival horror. Il gioco è stato pubblicato nel 2007. Il suo sequel, Two Worlds II, è stato pubblicato in Europa nel novembre del 2010 e in Nordamerica nel gennaio del 2011.

## Trama
- Prologo - Il magico mondo di Antaloor è in subbuglio da quando, trecento anni prima, Aziraal, il dio della distruzione e del fuoco, violando un accordo con gli altri dei, entrò in guerra contro il resto del mondo, catturando il vasto territorio a nord del fiume Gon. Gli altri dei Maliel (dea della vita), Yatholen (dio delle acque e delle tempeste) e Troglin (dio della terra), hanno unito le forze ed aiutato le altre razze per sconfiggere gli orchi di Aziraal. Quest'ultimo fu sepolto in un luogo segreto. Nonostante la vittoria, la regione stessa sembra essere stata infettata da una nuova strana forma di magia.
- Thalmont - Il protagonista è un cacciatore di taglie senza scrupoli, alla ricerca della sua sorella gemella Kyra, che è stata rapita dal misterioso guerriero Gandohar per conto del suo padrone Reist Tungard. La partita comincia nel villaggio di Komorin, della regione di Thalmont (la parte settentrionale di Antaloor, tormentata da una ribellione e minacciata dalle scorribande di banditi e creature ostili), ove una lettera di Gandohar ha ordinato al protagonista dove recarsi per ottenere notizie di Kyra. Una volta parlato con Gandohar, questi gli spiega di essere al servizio di Reist Tungard, il capo di una confraternita oscura che tiene in ostaggio Kyra. Se la vuole rivedere viva, al protagonista viene ordinato di trovare un antico artefatto magico, rotto i cinque frammenti di reliquie che sono la chiave per la tomba di Aziraal utilizzato trecento anni prima per sigillare il dio in un sarcofago, artefatto la cui storia è legata a quella della famiglia del protagonista stesso e i cui pezzi sono sparpagliati per il mondo. L'eroe si mette quindi in cammino verso lo scettro che dovrà contenere le quattro reliquie elementali, che sono la chiave per la tomba di Aziraal: acqua, aria, terra, fuoco. La prima reliquia ovvero lo scettro, si trova nell'accampamento di Karga, a nord ovest di Antaloor. La reliquia dell'acqua nel tempio di Yatholen nella città di Ashos, a sud ovest. La reliquia dell'aria, a sud est, in cima ad una collina, presidiata da gli Octogrom (tetri guerrieri) su di un altare. La reliquia della terra, a sud ovest nella tomba dell'antico Re Satrius. La reliquia del fuoco nella fortezza degli Orchi di Gor Gammar, a sud, su di un altare.
- Westenwald - Una volta trovate le cinque reliquie, e ricostruito lo scettro un tempo in frantumi, l'eroe consegna tutto a Gandohar, il quale insieme Reist Tungard riportano in vita il dio Aziraal il quale giaceva in un sarcofago, sotto alla grande fucina della citta meridionale di Quidinaar. Una volta liberato il dio, Gandohar e Reist non mantengono la parola data, liberando cioè Kyra che invece sarà destinata ad diventare il nuovo corpo mortale di Aziraal. Copiuto il rituale, il protagonista crede ormai che non vi siano più speranze per rivedere sua sorella, quando un misterioso uomo incappucciato dice di essere a conoscenza di tutta la vicenda e che se vuole salvare sua sorella Kyra, e sconfiggere Gandohar, dovrà espugnare una delle cinque torri oscure: la torre artiglio della terra (nel centro della regione);  torre artiglio della tempesta (a sud ovest);  torre artiglio dell'acqua (a sud); torre artiglio del fuoco (a sud est); ed infine torre artiglio della morte (a est). Una volta raggiunta una delle torri e sconfitto il suo oscuro guardiano, il sigillo che proteggeva e collegava le cinque torri a il castello di Tungar Reist, viene spezzato e l'eroe può finalmente dirigersi al castello di Reist.
- Ostenwald - Una volta raggiunta la fortezza di Oswaroth nella regione di Ostenwald, l'eroe si imbatte in Reist che si trasforma in un'enorme demone di fuoco. Ucciso il demone, il protagonista si trova di fronte Gandohar il quale si sta accingendo a far entrare il Aziraal dentro il corpo mortale di Kyra. Offre al protagonista dunque, due possibilità; quella di permettere a Kyra di divenire la reincarnazione del dio e divenire immortale, o affrontarlo e cercare di liberare sua sorella. Una volta scelta quest'ultima opzione, l'eroe ingaggia un feroce combattimento con arma spada e magia con Gandohar, il quale rimane “apparentemente” sconfitto anche se poi, ritorna più potente che mai nel seguito di Two Worlds II.

### Guerriero, mago, ladro
C'è un solo protagonista giocabile, a cui si può dare un nome all'inizio della partita e determinare certi tratti somatici (come il colore degli occhi e dei capelli). Anche il nome può essere stabilito dal giocatore, ma durante la partita il personaggio viene chiamato sempre solo "cacciatore di taglie".
L'ambientazione è il mondo fantasy di Antaloor, popolato, oltre che dagli uomini, da svariate razze immaginarie quali Nani, Orchi e draghi. La mappa è "aperta": il giocatore può raggiungere e ripercorrere liberamente ogni località, anche se per accedere ad alcuni luoghi dovrà prima svolgere delle quest (ad esempio, nel villaggio di Gorelin si può accedere solo dopo aver guadagnato una reputazione presso la gilda dei ladri). Per spostarsi più rapidamente il protagonista può impadronirsi di un cavallo oppure usare dei portali magici per teletrasportarsi.
Il gioco ruota principalmente attorno alle avventure del cacciatore di taglie impersonato dal giocatore, il quale dovrà destreggiarsi per il mondo di Antaloor combattendo contro nemici di ogni forma e dimensioni. Nel livello di difficoltà più ridotta il protagonista, ogni volta che viene ucciso, "risuscita" senza riportare perdite pratiche nel più vicino altare di Maliel (luoghi della mappa ove si possono recuperare i punti-salute); nella modalità più difficile invece è "game over" e si viene riportati alla schermata del menù principale.
Ogni volta che uccide un nemico o svolge con successo una missione, il personaggio ottiene esperienza, fino a che non passa di livello e ottiene punti per potenziare la sua forza, la destrezza e le sue varie abilità. In battaglia risultano spesso utili anche le arti magiche: fin dall'inizio saranno disponibili un incantesimo di fuoco e uno curativo (legato alla magia dell'aria), ma in seguito sarà possibile procurarsi anche incantesimi delle altre classi di magia (terra, acqua e negromanzia), utilizzabili però solo dopo che al protagonista sarà stato insegnato ad utilizzarli (ci sono degli NPC che, in cambio di denaro, offrono questo servizio). Altre tecniche si possono apprendere da membri della gilda dei ladri (ad esempio come sferrare una pugnalata da dietro) e da quella dei guerrieri (ad esempio come tirare più frecce con un solo colpo).

### Alchimia
Il protagonista può spogliare i cadaveri degli uccisi, scassinare casse e armadi, raccogliere piante e cose da terra, e in questi modi si impadronisce di armi, corazze e oggetti di vario genere. Non ogni cosa può essere utilizzata, ma tutto può essere venduto ad uno dei numerosi commercianti sparsi per Antaloor.
Le piante, i minerali e gli organi degli animali e dei mostri uccisi (ad esempio, i cuori di lupo) possono essere cotti in un calderone, che spunta aprendo lo "zaino" (la finestra in cui compaiono tutti gli oggetti raccolti e conservati), e cotti secondo le più svariate combinazioni, producendo filtri curativi o rinforzanti, trappole, potenziamenti per le armi e per le abilità, etc.

### Fazioni
Il regno degli uomini è diviso in varie fazioni interne, con cui il giocatore dovrà più volte interagire nel corso della partita. All'inizio tutte quante lo trattano come uno sconosciuto e saranno restie ad aiutarlo, ma svolgendo apposite quest si può guadagnare rispetto, oro e altri vantaggi da ciascuna di esse. Le fazioni dalle quali dipendono dei commercianti offrono prezzi più vantaggiosi se il giocatore ha una buona reputazione. Svolgere missioni per una fazione e ottenere una buona reputazione presso di essa non preclude al giocatore di fare lo stesso anche con tutte le altre.
Le fazioni sono: la Confraternita (la gilda dei guerrieri, cui sono legati anche molti commercianti di armi e armature, nonché uomini che, in cambio di un compenso in denaro, insegnano l'utilizzo di nuove tecniche di combattimento); la Gilda dei Maghi (cui sono legati anche commercianti di formule magiche, filtri e scettri, nonché uomini che, in cambio di un compenso in denaro, insegnano ad utilizzare gli incantesimi della magia della terra e dell'acqua, mentre quelle del fuoco e dell'aria sono disponibili fin dall'inizio della partita); la Gilda dei Mercanti (dispone di sedi e commercianti ambulanti un po' ovunque); la Giriza (chiamata anche "la Famiglia", è la corporazione dei ladri e criminali, cui sono legati trafficanti di merci illegali, come grimaldelli, nonché uomini che, in cambio di un compenso in denaro, insegnano tecniche come borseggiare e pugnalare alle spalle); i Negromanti (fortemente avversati dalla gilda dei maghi e legati alla misteriosa organizzazione che ha rapito la sorella del protagonista, anche fra di essi ci sono trafficanti di merci proibite, come formule di magia nera, e uomini che, in cambio di un compenso in denaro, insegnano come servirsene).
Oltre alle suddette corporazioni, vi sono ancora la Casa Skelden (i governanti di Thalmont) e il Clan Karga (i ribelli), due fazioni in lotta per il dominio sulla regione di Thalmont, ove inizia la partita. Da essi non dipendono commercianti, ma il protagonista dovrà comunque svolgere delle missioni per conto dell'una o dell'altra parta (o anche di entrambe) per ottenere una parte dell'artefatto magico che costituisce l'obiettivo del gioco.

### Nemici
- Gli Umani sono la razza dominante nella parte centrale e settentrionale di Antaloor; se si eccettuano i numerosi banditi che tendono agguati per le strade, gli umani si mostreranno generalmente bendisposti verso il protagonista, a meno che questo non li attacchi o cerchi di derubarli.
- I Grom sono i primi nemici in cui il protagonista si imbatte; hanno forma umanoide, la pelle verdastra e sono più esili. Dotati di armamento ed equipaggiamento leggeri, attaccano spesso in gruppi guidati dai loro sciamani; sono affini agli Orchi e agli Ogre, ma diffusi solo a Thalmont.
- Gli animali si possono trovare per tutta Antaloor; molti, come i conigli e i dodo, sono innocui, ma cacciandoli si possono ricavare ingredienti per preparare pozioni; altri, come i lupi, gli orsi e i cinghiali, sono aggressivi e pericolosi.
- I Fantasmi sorgono di notte laddove sono state uccise creature, anche animali; non sono da sottovalutare, perché le lame ordinarie gli infliggono un danno minimale.
- I Nani si sono ritirati da molti anni da Thalmont, regione della quale erano un tempo i padroni, nella loro fortezza montana di Yarmalin; recentemente hanno però occupato la miniera di Orna, con atteggiamento ostile contro i coloni umani.
- I non-morti che sorgono dalle tombe e imperversano nei cimiteri e nelle grotte sono la conseguenza più immediata della maledizione che sembra derivare dalla caduta di Aziraal e che infetta la terra; i più frequenti sono gli Scheletri, talvolta di dimensioni maggiori, ma vi sono anche Zombie, Ghoul, Cavalieri Morti e Mummie, oltre che mostruosi lupi e orsi (e cavalli, che però non sono aggressivi) non-morti, tutti accomunati da un attacco velenoso.
- I Mietitori sono rettili carnivori simili nell'aspetto ai velociraptor; divisi in tre tipologie differenti, si muovono e attaccano in branco.
- Le Viverne sono grossi rettili alati simili ai draghi ma più piccoli e deboli, con un attacco velenoso.
- I Giganti sono creature umanoidi enormi e mostruose, che si possono trovare soltanto nei pressi di un villaggio nascosto in un crinale montano a sud-ovest di Thalmont.
- Gli Orchi e le razze affini sono diffusi soprattutto nella meridionale di Antaloor, ma gruppi di guerrieri, guidati dal capo "Whitehead", sferrano ripetutamente attacchi contro gli uomini a nord del fiume Gon. A sud, ove si possono trovare anche i più pericolosi Orchi Gamma, essi si muovono in grandi formazioni, affiancati occasionalmente dai più grossi Ogre. A sé stanti sono gli Orchi glaciali, che vivono alle pendici del grande ghiacciaio nella parte nord-orientale della mappa.
- I grandi aracnidi sono gli Scorpioni e Ragni giganti, che attaccano con chele velenose.
- I Tulok sono tozze creature acefale con braccia possenti e artigli lunghi e letali, che si possono trovare solo in alcuni cunicoli sotterranei.
- I Ciclopi sono giganti cornuti, con gambe e pelo caprini, lenti ma con altissimi parametri di attacco e difesa; nelle regioni a sud del fiume Gon si possono trovare in compagnia di truppe di Orchi.
- I Golem, che possono essere di legno, di pietra, di metallo e di carne, sono mostri enormi, ancora più grandi e pericolosi dei ciclopi, che si possono trovare in varie zone a sud del fiume Gon. Quelli di carne sono spesso in compagnia di non-morti.
- Gli Scapulari sono creature umanoidi con tratti corporei che rimandano ad animali marini, come i polpi, che provengono dal mare e sono una conseguenza del malumore del dio Yatholen; hanno degli sciamani che praticano la magia dell'acqua e si trovano sulla costa, nella parte occidentale di Antaloor.
- I Trachididi hanno l'aspetto di formiche umanoidi, ben organizzate, armate e aggressive, i cui covi si trovano nella parte sud-occidentale di Antaloor, minacciando la città di Ashos; gli esemplari più grossi e letali sono le femmine, che hanno l'aspetto di enormi mantidi.
- I Serpents hanno l'aspetto di enormi cobra con due braccia; pesantemente armati e aggressivi, sorvegliano i sotterranei del tempio di Yatholen ad Ashos.
- Gli Octogron sono tetri guerrieri che popolano la foresta morta a est di GorGammar; hanno sciamani che praticano la magia del fuoco e sono spesso in compagnia di demoni minori.
- I Necromanti sono stregoni votati al male, che attaccano con incantesimi di fuoco e veleno e trafficano con i non-morti; gruppi di Necromanti tengono occupate le cinque torri nere che svettano agli angoli di Antaloor.
- I Sinn sono mostri che hanno la forma di teschi fluttuanti con tentacoli e lunghe lingue, che sputano attacchi magici; si trovano nel deserto a sud del fiume Gon.
- I Morgo sono grossi uccelli rapaci che sputano fuoco.
- Le Vespe giganti sono grossi insetti alati con un pungiglione velenoso, che si trovano nel deserto a sud del fiume Gon.
- I Draghi di lava sono una categoria a sé di drago, composti di roccia lavica, che si trovano nella desolazione vulcanica attorno a GorGammar.
- I Varn sono creature umanoidi con la testa di sciacallo che imperversano in piccole bande guidate da sciamani per il deserto di Drak'ar, depredando gli uomini e raccogliendo cristalli per conto del Grande Drago Bianco.
- I Draghi sono grandi creature alate rosse e gialle (ve n'è uno solo albino, il Grande Drago Bianco) che sputano fuoco e sono diffuse nel deserto di Drak'ar.
- I Demoni sono entità infernali, spesso cornute e alate; le specie più piccole sono diffuse nella foresta morta a est di GorGammar, mentre i letali signori dell'inferno si incontrano nei dintorni della fortezza maledetta di Oswaroh.
- I Miamat sono creature amorfe frutto di magia, con le proporzioni corporee stravolte; se ne possono trovare soltanto un paio al cimitero nei pressi di Oswaroh.

## Colonna sonora
L'intera colonna sonora è stata composta da Harold Faltermeier, e Andreas Slavik. Di seguito sono riportate le tracce.
1. Two Worlds (Main Theme)
2. Play the Game
3. Siege of Cathalon
4. Ashos
5. Cathalon
6. Bot Moss Forest
7. Desert Attack
8. Grom Town
9. Magta Lahjar
10. GorGammar
11. Opala
12. Love Conquers
13. Magta Lahjar (Remix)
14. Tharbakin
15. Maasarah
16. Purgatory
17. Hades